# 沟帮子熏鸡
沟帮子熏鸡，又称沟帮熏鸡、沟帮子烧鸡，是一种源自中国辽宁省北镇市沟帮子街道（原沟帮子镇）的食品，始创于清朝光绪年间，与道口烧鸡、德州扒鸡、符离集烧鸡并称为“中国四大名鸡”。

## 制作方法
沟帮子熏鸡所选用的鸡种以当地“骆驼红”品种为佳。将鸡用陈年的老汤配以砂仁、豆蔻、白芷等二十余种中药及调料，在锅中煮2小时，就可以放入熏锅中开始熏制。熏制时加入白糖，可使颜色鲜亮，味道更加鲜美。

## 现状

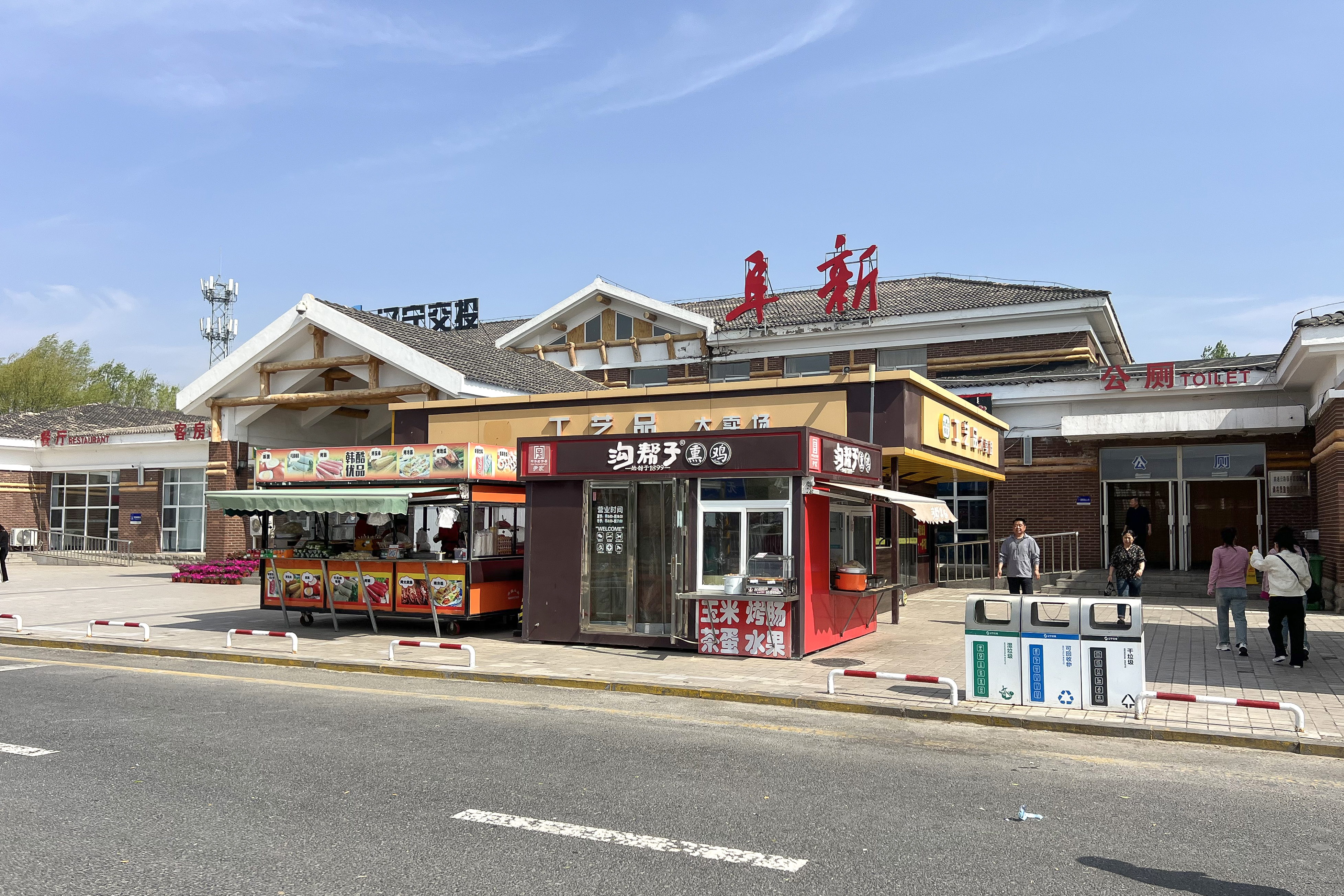
辽宁省内多个高速公路服务区均有沟帮子熏鸡店铺，如图中的长深高速公路阜新服务区

据统计，截至2007年，沟帮子共有约200家熏鸡店；全镇从事养鸡的专业户达到近1000户，饲养量已经近1000多万只。来自于养殖业的产值达1.5亿元，占全镇农业总产值的70%。沟帮子熏鸡以及其带动的养鸡业已成为沟帮子镇的龙头产业之一。
另外，不止辽宁，甘肃兰州也有“沟帮子熏鸡”。兰州的沟帮子熏鸡由沟帮子当地人于1987年带到兰州，后成为兰州西固最有名的风味美食之一。